# Gare de Csánig
La gare de Csánig (en hongrois : Csánig vasútállomás) est une halte ferroviaire de la ligne de Hegyeshalom à Szombathely (dite aussi ligne 16). Elle est située à Csánig en Hongrie.

## Situation ferroviaire
Csánig est une halte ferroviaire située au point kilométrique (PK) 65 de la ligne de Hegyeshalom à Szombathely, entre la gare de Dénesfa et la gare de Répcelak.

## Service des voyageurs

### Accueil
Halte ferroviaire avec arrêt à la demande.